# 彊
彊（きょう）は、漢姓の一つ。

## 朝鮮の姓
彊（きょう、カン、朝: 강）は、朝鮮人の姓の一つである。

### 氏族
本貫は晋州彊氏のみである。 1930年度国勢調査の時初めて登場した。当時慶南統営市光道面牛洞里に彊善岳1世帯があったが、 彼は幼少のころに移住してきたといい、由来は明らかでない。

### 人口と割合
1930年度国勢調査の時初めて登場した。
| 年度   | 人口 | 世帯数 | 順位         | 割合 |
| ------ | ---- | ------ | ------------ | ---- |
| 1930年 |      | 1世帯  |              |      |
| 1960年 | 16人 |        | 258姓中236位 |      |
| 1975年 |      |        |              |      |
| 1985年 |      |        | 274姓中274位 |      |
| 2000年 |      |        |              |      |